# Списък на папи (графичен)
Докато терминът папа (на латински: papa, „баща“) се използва в няколко църкви, за да обозначи техните висши духовни водачи, употребата на български на тази титла обикновено се отнася до върховния глава на Римокатолическата църква. Самата титла се използва официално от главата на Римокатолическата църква от времето на понтификата на папа Сириций, следователно има 265 или 266 папи, в зависимост от това дали източникът включва Стефан II.
Папата също така е носител на духовните титли епископ на Рим, Викарий на Исус Христос, Наследник на св. Петър, Принц на Апостолите, Pontifex Maximus на Еднинната Света Католическа и Апостолическа църква, примас на Италия, архиепископ и митрополит на Римската провинция и Servus Servorum Dei.
От 1929 насам светската титла на папата е суверен на държавата Ватикан.

## Графично изображение на папските управления
Антипапите са показани в червено.